# 澳洲赤楠
澳洲赤楠（学名：Syzygium smithii）为桃金孃科蒲桃属下的一个种。

## 扩展阅读
- 維基物種上的相關：澳洲赤楠